# Посёлок Мичурина (Чечня)
Мичурина (чечен. Доулт-Мирзан-КӀотар) — посёлок в Урус-Мартановском районе Чеченской Республики. Входит в состав Гойского сельского поселения.

## География
Посёлок расположен на левом берегу реки Гойта, в 1,5 км к востоку от районного центра города Урус-Мартан.
Ближайшие сёла: на западе — Урус-Мартан, на севере — Гойты, на юге — Гойское, на юго-востоке — Алхазурово, на востоке — Старые Атаги.

## История
Село возникло на месте, где ранее находился чеченский хутор Доулт-Мирза.
В 1960—1980 годах село процветало. Фруктовые сады (яблоко, вишня, груша, слива), принадлежавшие совхозу им. Мичурина, давали огромные урожаи. Для дальнейшего развития этого направления сельского хозяйства в совхозе был создан мощный агропромышленный комплекс, который был разрушен в годы первой и второй чеченских войн.
В 1996 году посёлок был переименован в Джамаат-Юрт. В 1999 году возвращено его прежнее название.
В 2006 году в посёлок была проложена трасса, связывающая её с Урус-Мартаном, а в 2008 году — с Гойты.

## Население
| 1990 | 2010 |
| ---- | ---- |
| 331  | ↗335 |